# تل احمد خانی
تل احمد خانی مربوط به دوره ساسانیان - سده‌های ۳–۲ ه.ق است و در بهبهان، ۴ کیلومتری شمال غرب شهرک منصوریه واقع شده و این اثر در تاریخ ۱ مرداد ۱۳۸۶ با شمارهٔ ثبت ۱۹۲۳۹ به‌عنوان یکی از آثار ملی ایران به ثبت رسیده است.